# Іченська Олександра Яківна
Олександра Яківна Іченська (нар. 1917?, село Косенівка, тепер Уманського району Черкаської області — ?) — українська радянська діячка, лікар, завідувачка Уманської дитячої поліклініки Черкаської області. Депутат Верховної Ради УРСР 4—5-го скликань.

## Біографія
Освіта вища медична.
Під час німецько-радянської війни перебувала на медичній роботі в Червоній армії.
З 1940-х років — завідуюча Уманської дитячої поліклініки, завідувачка Уманської дитячої консультації Черкаської області.
Потім — на пенсії.

## Нагороди
- орден Трудового Червоного Прапора (7.03.1960)
- орден Вітчизняної війни ІІ ст. (6.04.1985)
- ордени
- медалі